# روزنامه
روزنامه در معنای نخست خود، به معنای شکلی از محتوای رسانه‌ای و واقعیت محور است که با هدف افزایش اطلاعات جامعه دربارهٔ موضوعات روز و واقعیت‌ها، در مطبوعات، رادیو، تلویزیون و اینترنت تولید می‌شود و توسط روزنامه‌نگاران، به اشکال مختلفی مانند خبر، تحلیل و تحقیق ارائه می‌شود؛ از آنجایی که روزنامه در این معنا یک رسانه کاغذی نیست و شکلی از محتوای رسانه‌ای است که در هر رسانه ای قابل تولید است، واژه‌هایی مانند روزنامه تلوزیونی و روزنانه اینترنتی، با توجه به همین معنا از واژه روزنامه ایجاد شده‌اند و روزنامه را نه یک رسانه کاغذی، بلکه نوعی محتوای رسانه‌ای که در هر رسانه ای قابل تولید است، قلمداد می‌کنند. روزنامه در معنای دوم خودش به معنای نشریه‌ای است که به شکل چاپی یا آنلاین و به‌طور مرتب و منظم (معمولا روزانه) تهیه، چاپ و پخش می‌شود و بی هیچ قید و شرطی، اخبار و اطلاعات را در دسترس مردم قرار می‌دهد. روزنامه در معنای نخست خود می‌تواند رادیویی، تلوزیونی و اینترنتی باشد. روزنامه نه بیانیه است و نه اطلاعیه، بلکه به نشر اخبار و اطلاعات و تمامی محتواهای مرتبط به مسائل روز می‌پردازد. روزنامه معمولاً در زمینه‌های گوناگون به انتقاد و اصلاح‌اندیشی در امور عمومی می‌پردازد.
محتوای روزنامه‌ای و روزنامه‌نگاری حتی قابل تولید در رسانه‌هایی مانند رادیو و تلویزیون هم می‌باشند اما واژهٔ فارسی روزنامه در عبارت روزنامه‌نگاری، گاهی، موجب ایجاد معنایی اشتباه برای این عبارت می‌شود که براساس آن برخی از فارسی زبانان روزنامه‌نگارها را صرفاً، نویسندگان روزنامه‌های چاپی می‌دانند؛ در حالی که روزنامه‌نگاری به معنای شکلی از تولیدمحتوا و اطلاعات دربارهٔ رویدادها و موضوعات واقعی است که در روزنامه‌های چاپی، روزنامه‌های آنلاین، رادیو، تلویزیون و وب سایت‌ها هم قابل تولید هستند. بر همین اساس، روزنامه‌نگاری صرفاً به معنای نوشتن در روزنامه چاپی نیست و بسیار گسترده‌تر است.

## پیدایش روزنامه‌ها

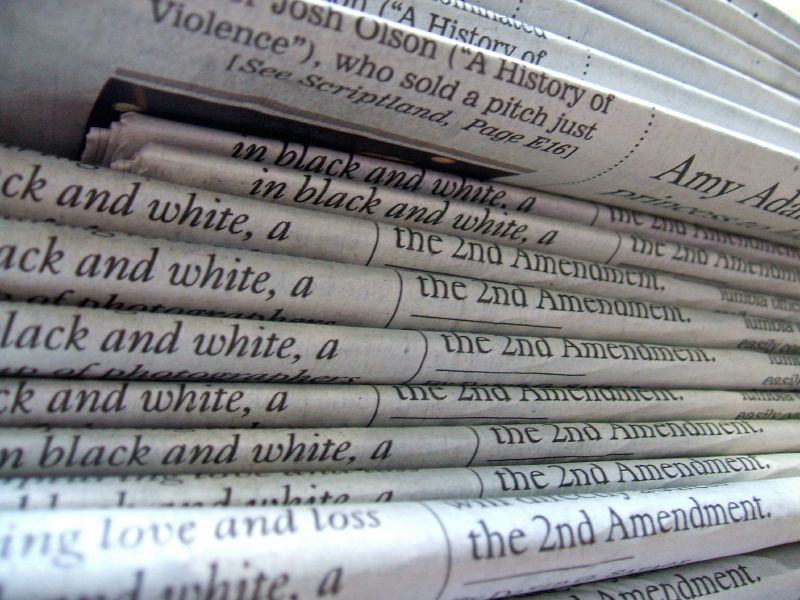
روزنامه بسیار زود به یکی از مهمترین کالاها در جهان تبدیل شد

در سده ۱۸ جزوه‌ها و اوراق اطلاعاتی برای نخستین بار در اروپا به‌طور روزانه چاپ و پخش می‌شد. پس از پایان سده ۱۹ تعداد خوانندگان روزنامه‌های اروپایی افزایش یافت و به هزاران یا میلیون‌ها نفر رسید. روزنامه‌های اولیه، بسیاری از انواع اطلاعات را در قطعی محدود و قابل تکثیر جای می‌دادند. روزنامه‌ها اطلاعاتی را دربارهٔ امور جاری، سرگرمی و آگهی در یک‌جا ارائه می‌کردند.
چاپ مطبوعات روزانه ارزان در ایالات متحده آمریکا، به سال ۱۸۹۲ میلادی برمی‌گردد. این روزنامه‌ها نخست فقط در شهر نیویورک توزیع می‌شد، اما پس از مدتی در تمام شهرهای بزرگ شرق آمریکا توزیع گردید. در نخستین سال‌های سده ۲۰، روزنامه‌های شهری یا منطقه‌ای پدیدار شد که اکثر مناطق ایالات متحده آمریکا را پوشش می‌داد. در دوران مهاجرت انبوه، روزنامه‌های بسیاری به زبان‌های خارجی در آمریکا منتشر شد. در سال ۱۹۱۱، نود و هفت روزنامه به زبان آلمانی در شهرهای غربی و شمال شرق آمریکا منتشر می‌شد. ایالات متحده آمریکا، امروزه و بر اساس آمار سال ۲۰۱۸ میلادی، ۱۲۷۹ روزنامه دارد.
نخستین روزنامه‌های معتبر نیویورک تایمز و لندن تایمز بودند. در دیگر کشورهای اروپایی، این دو روزنامه به عنوان الگو مورد توجه قرار می‌گرفتند. روزنامه‌های بخش ممتاز بازار، تبدیل به نیروی سیاسی عمده‌ای شدند.
در سال ۱۹۶۰ هر روز در انگلستان بیش از یک روزنامه به ازای هر خانواده به فروش می‌رسید؛ به‌طور متوسط ۱۱۲ روزنامه برای هر ۱۰۰ خانواده، اما این نسبت از آن پس پیوسته کاهش یافته‌است به گونه ای که امروزه کم‌تر از ۹۰ روزنامه برای هر ۱۰۰ خانواده به فروش می‌رسد.
کشورهای اروپایی، هر کدام تعدادی روزنامه‌های سراسری، خصوصی و دولتی دارند. روزنامه‌های اروپا اغلب دیدگاه‌های سیاسی متفاوتی دارند، موضوعات متفاوتی را در بر می‌گیرند و امکان انتخاب برای خواننده فراهم می‌کنند. در آمریکا، هم‌چنان انتشار روزنامه‌های محلی به صورت یک پیشه انحصاری درآمده‌است. اگر چه روزنامه‌ها در آمریکا محلی هستند، اما به هیچ وجه تماماً در مالکیت افراد محلی قرار نمی‌گیرند. بیش از ۷۰ درصد این روزنامه‌ها به وسیله شرکت‌های انتشاراتی زنجیره‌ای کنترل می‌شوند. در بعضی از این روزنامه‌ها، همانند بسیاری از روزنامه‌های اروپا، مالکان خط مشی‌ها و سیاست‌های سرمقاله‌ها را تعیین می‌کنند و سردبیران و روزنامه‌نگاران خود را به پیروی از این سیاست‌ها متعهد می‌دانند. در زنجیره روزنامه‌های هرست، هر روز چندین سرمقاله برای سردبیران هشت روزنامه عمده فرستاده می‌شود، که بعضی از آن‌ها باید مورد استفاده واقع شوند، در حالی که بعضی دیگر می‌توانند مورد استفاده قرار گیرند.
بسیاری از دولت‌ها اقدام به جلوگیری تملک روزنامه‌ها به وسیله شرکت‌های زنجیره‌ای بزرگ کرده‌اند تا تلاش کرده‌اند موازنه سیاسی را به مطبوعات تحمیل کنند. در سال ۱۹۷۰ در نروژ، برنامه‌ای برای متعادل کردن سرمایه‌گذاری میان روزنامه‌هایی که نماینده جناح‌های مختلف سیاسی بودند آغاز شد، و بیشتر اجتماعات محلی در آن کشور تنها دو یا چند روزنامه دارند که دیدگاه‌های گوناگون را در مورد اخبار ملی و بین‌المللی ارائه می‌کنند.
با ظهور اینترنت و کتاب الکترونیکی به تدریج تعداد روزنامه‌ها افزایش یافته و از شمارگان آن‌ها کاسته می‌شود. فناوری جدید چاپ و تولید روزنامه‌ها را بسیار آسان‌تر از گذشته ساخته‌است.

## نخستین روزنامه‌ها به زبان فارسی
واژه «روزنامه» در متون کهن زبان فارسی به کار رفته‌است و منظور از آن، بیان رویدادهای مهم دربارهٔ پادشاهان و شرح زندگانی وزیران و بزرگان بوده و در یک نسخه منتشر می‌شده.
این واژه تا روزگار آغازین دوره قاجار نیز به همین مفهوم بوده‌است، چنان‌که مجموعه‌هایی از این روزنامه‌ها در زبان فارسی موجود است که آخرین مجموعه مستقل از این نوع، روزنامه میرزامحمد کلانتر شیراز در شرح رویدادهای زندیان، و روزنامه خاطرات اعتمادالسلطنه است.
در دوره قاجاری در معنی واژه روزنامه تغییری پدید آمد. به گزارش‌های وقایع‌نگاران دولتی که از شهرستان‌ها اخبار جاری را به دولت مرکزی می‌نوشتند نیز روزنامه گفته می‌شد.
نزدیک به شصت سال پیش از چاپ نخستین مطبوعات در ایران و هم‌عصر با زندیان، در سده ۱۸ (میلادی)، چاپ مطالب به زبان فارسی در روزنامه‌های هند و سپس انتشار روزنامه‌های تمام فارسی در آن کشور آغاز شده بود. از جملهٔ این روزنامه‌ها، می‌توان سلطان‌الاخبار، جام جهان‌نما و سراج‌الاخبار را نام برد. اسدالله خان غالب، شاعر نامور پارسی‌سرای آن زمان در سراج‌الاخبار شعرهایش را به چاپ می‌رساند.

## پیشینهٔ روزنامه در خاورمیانه

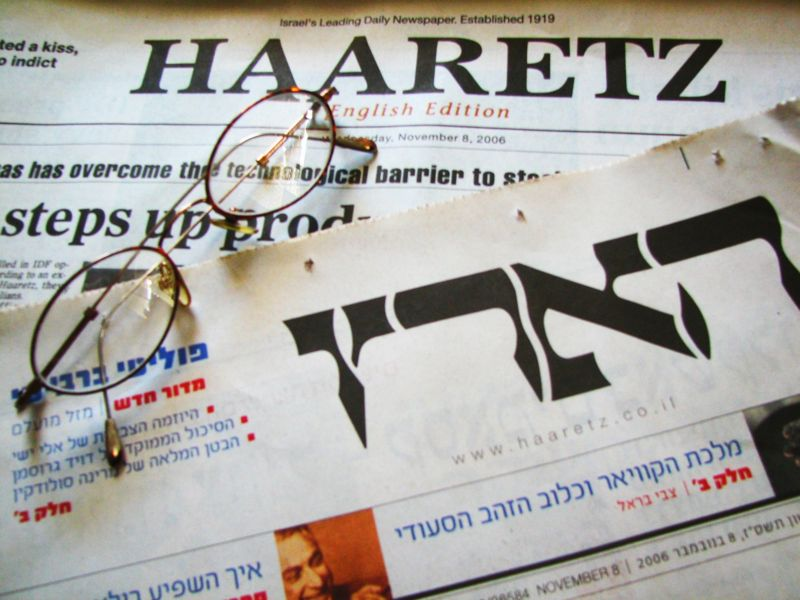
«هاآرتص» قدیمی‌ترین روزنامه عبری‌زبان چاپ اسرائیل که از سال ۱۹۱۹ حدود سی سال قبل از تشکیل کشور اسرائیل منتشر می‌شود

نخستین روزنامه خاورمیانه در سال ۱۸۲۸ هم‌زمان با سلطنت محمدعلی پاشا در مصر منتشر شد و نامش «الوقایع المصریه» بود. سه سال پس از آن روزنامه‌ای ترکی به نام «تقویم وقایع» منتشر گردید و هشت سال بعد در ایران روزنامه «کاغذ اخبار» (ترجمه کلمه Newspaper) به اهتمام میرزا صالح شیرازی یکی از نخستین دانشجویان اعزامی به اروپا انتشار یافت.
بازار روزنامه‌ها در آستانه انقلاب مشروطه رونق گرفت. رنه گروسه یکی از خاورشناسان می‌نویسد: «رستاخیز ملت ایران در آغاز قرن بیستم رستاخیز ادبی بود که بیشتر از طریق روزنامه‌ها متجلی گردید.»
یک سال پس از انقلاب (۱۲۸۶ خورشیدی-۱۹۰۷ (میلادی)) هشتاد و چهار روزنامه در ایران منتشر می‌شد، نفوذ این روزنامه‌ها بر افکارعمومی به قدری بود که میرزا آقاخان کرمانی و جهانگیرخان صوراسرافیل دوتن از روزنامه‌نگاران نامی آن روزگار توسط محمدعلی شاه قاجار به جوخه اعدام سپرده شدند. فشار بر روزنامه‌ها در دوران رضاشاه نیز ادامه پیدا کرد، در این دوران هم میرزاده عشقی و فرخی یزدی بر سر این کار جان باختند.
درخشانترین دوران مطبوعات ایران دهه ۱۳۲۰ بود که فضای باز سیاسی رشدی بی‌سابقه را در روزنامه‌ها پدیدآورد. تنها در طول سالهای ۲۰ تا ۲۶ تعداد ۴۶۴ نشریه منتشر می‌شد که ۴۳۳ عنوان به فارسی و بقیه به زبان‌های ارمنی، ترکی، کردی، انگلیسی، فرانسوی، روسی و لهستانی بود.
این روزنامه‌ها امور داخلی را با نهایت آزادی مورد بحث قرار می‌دادند، (امورخارجی توسط متفقین سانسور می‌شد) اکثر این روزنامه‌ها نیز از انقلاب اجتماعی دم می‌زدند و حمله به حکومت را وظیفه خود می‌دانستند. اما پس از کودتای ۱۳۳۲ روزنامه‌ها در ایران در محاقی طولانی افتادند که تا امروز ادامه دارد. 
بی‌طرفی روزنامه یک اصل اخلاقی مهم اخلاق روزنامه‌نگاری است که در آن گفته می‌شود روزنامه نگار باید در گزارش داستان‌های خبری بی‌طرف و بدون سوگیری باشد. این اصل را اغلب برای کاربرد متناسب جوامع دموکراتیک لازم می‌دانند.